# Crema chantillí

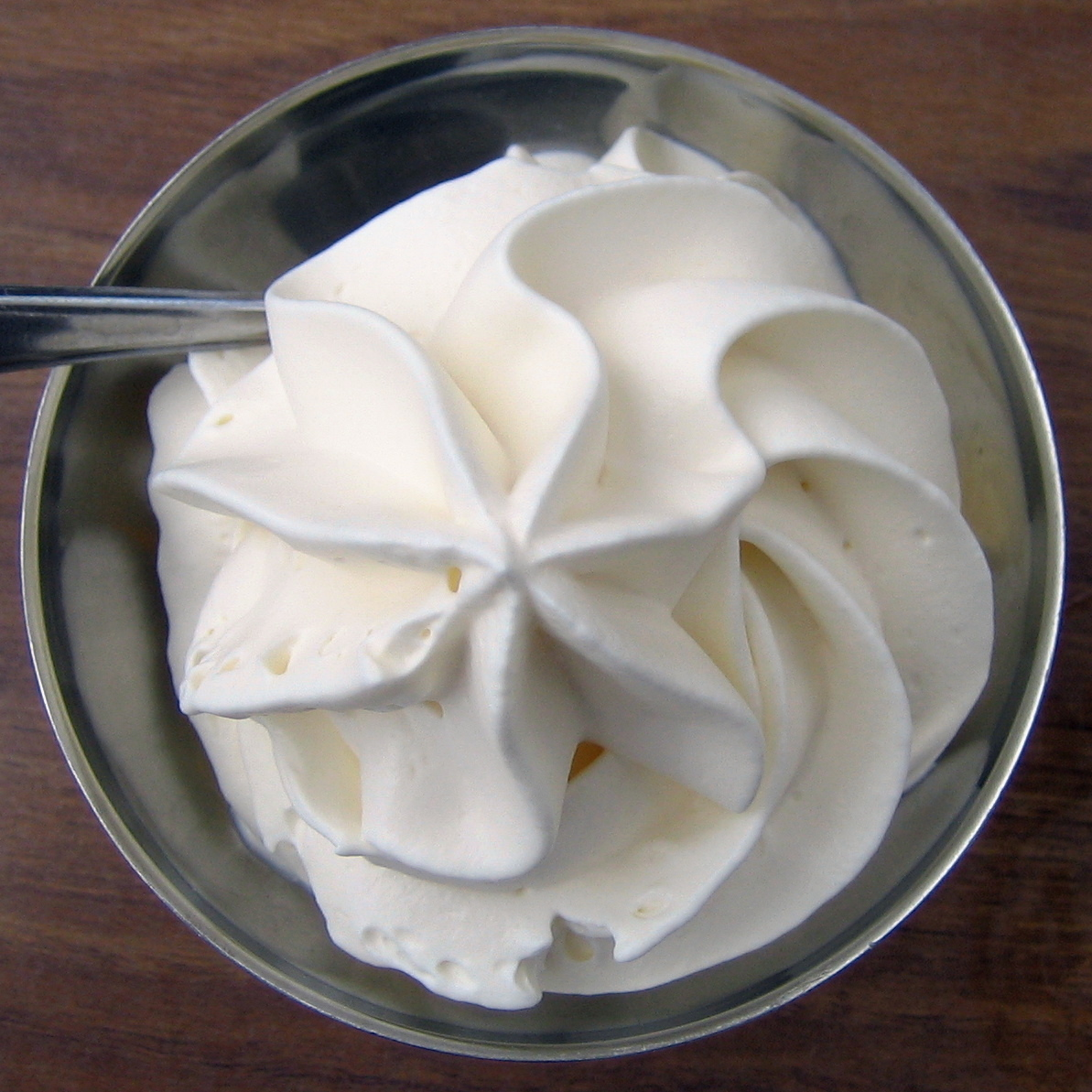
Crema chantillí.

La crema chantillí o crema chantilly (de la ciudad francesa de Chantilly) es una crema batida ligeramente azucarada y perfumada con vainilla u otro aroma. La receta original se debería a François Vatel, en el siglo XVII. Cuando no está azucarada o perfumada, es una crema batida.

## Descripción
La crema chantillí, también llamada nata montada, es nata a la que se ha incorporado burbujas de aire mediante batido. Se elabora con crème fraîche líquida, o nata UHT o esterilizada. Según la ley francesa, la chantillí es una crema batida que contiene al menos 30 g de grasa por 100 g y
nada más que sacarosa (azúcar semiblanco, azúcar blanco o azúcar blanco refinado) y eventualmente aromas naturales.

## Utilización y conservación
La crema chantillí se utiliza en pastelería para la decoración. Es igualmente muy apreciada sobre las copas de helado y sirve también para el café vienés, un café caliente cubierto de chantillí y espolvoreado con copos o polvo de chocolate negro. Se conserva en la nevera hasta su utilización.

## Historia
Las mousses se hacen con crema dulce, no muy espesa; se bate, lo que la hace espumar, y es esta espuma la que se utiliza: se le puede dar el sabor que se desee, con aromáticos, flores, frutas, vinos o licores.
La crema batida, a menudo endulzada y aromatizada, era popular en el siglo XVI, con una mención en los escritos de Rabelais (Paris, 1531), y recetas en A Proper Newe Booke of Cokerye (Londres, 1545), y por Cristoforo di Messisbugo (Ferrara, 1549), Bartolomeo Scappi (Roma, 1570), y Lancelot de Casteau (Liège, 1604). Se llamó nieve de leche o nieve de crema (neve di latte, neige de lait, neige de crème). La receta inglesa de 1545, "A Dyschefull of Snow", también incluye claras de huevo batidas, y se aromatiza con agua de rosas y azúcar (cf. nieve de crema). En estas recetas, y hasta finales del siglo XIX, se batía la crema separada de forma natural, típicamente con ramas de Sauce o de juncos, y la espuma resultante ("nieve") en la superficie se retiraba y escurría de vez en cuando. Para finales del siglo XIX, se utilizó la separación por centrifugado para producir rápidamente crema de alto contenido graso apta para batir.
Diversos postres compuestos de crema batida en formas piramidales con café, licores, chocolate, frutas, etc., ya sea integrados en la mezcla o vertidos por encima, se denominaban crème en mousse (crema en una espuma), crème fouettée, crème mousseuse (crema espumosa), mousse (espuma), y fromage à la Chantilly (crema moldeada al estilo Chantilly), ya desde 1768. Las mousses modernas, incluida la mousse au chocolat, son una continuación de esta tradición.
La crema batida elaborada en un sifón para batir con óxido nitroso fue inventada en la década de 1930 tanto por Charles Getz, trabajando con G. Frederick Smith, y Marshall Reinecke. Ambos presentaron patentes, que posteriormente fueron objeto de litigio. Las patentes de Getz fueron inicialmente consideradas inválidas, pero se confirmaron en apelación.